# ISO/IEC 646
A norma ISO/IEC 646 é um norma internacional para codificação de caracteres, baseada na norma estadounidense ASCII, que foi aprovada em 1991 pela Organização Internacional de Normalização. O nome ISO 646 também se aplica ao código definido por dita norma. ISO/IEC 646 também tem sido ratificada por ECMA como ECMA-6.
ISO 646 define um código de 7 bits que inclui as 26 letras do alfabeto inglês (maiúsculas e minúsculas), os dígitos, alguns sinais de pontuação, alguns símbolos matemáticos e comerciais, e vários caracteres de controle sem representação visível.